# Sistotremella paullicorticioides
Sistotremella paullicorticioides är en svampart som beskrevs av Boidin & Gilles 1994. Sistotremella paullicorticioides ingår i släktet Sistotremella och familjen Hydnodontaceae.   Inga underarter finns listade i Catalogue of Life.